# Crossandra friesiorum
Crossandra friesiorum är en akantusväxtart som beskrevs av Gottfried Wilhelm Johannes Mildbraed. Crossandra friesiorum ingår i släktet Crossandra och familjen akantusväxter. Inga underarter finns listade i Catalogue of Life.